# Volksblatt für Stadt und Land zur Belehrung und Unterhaltung

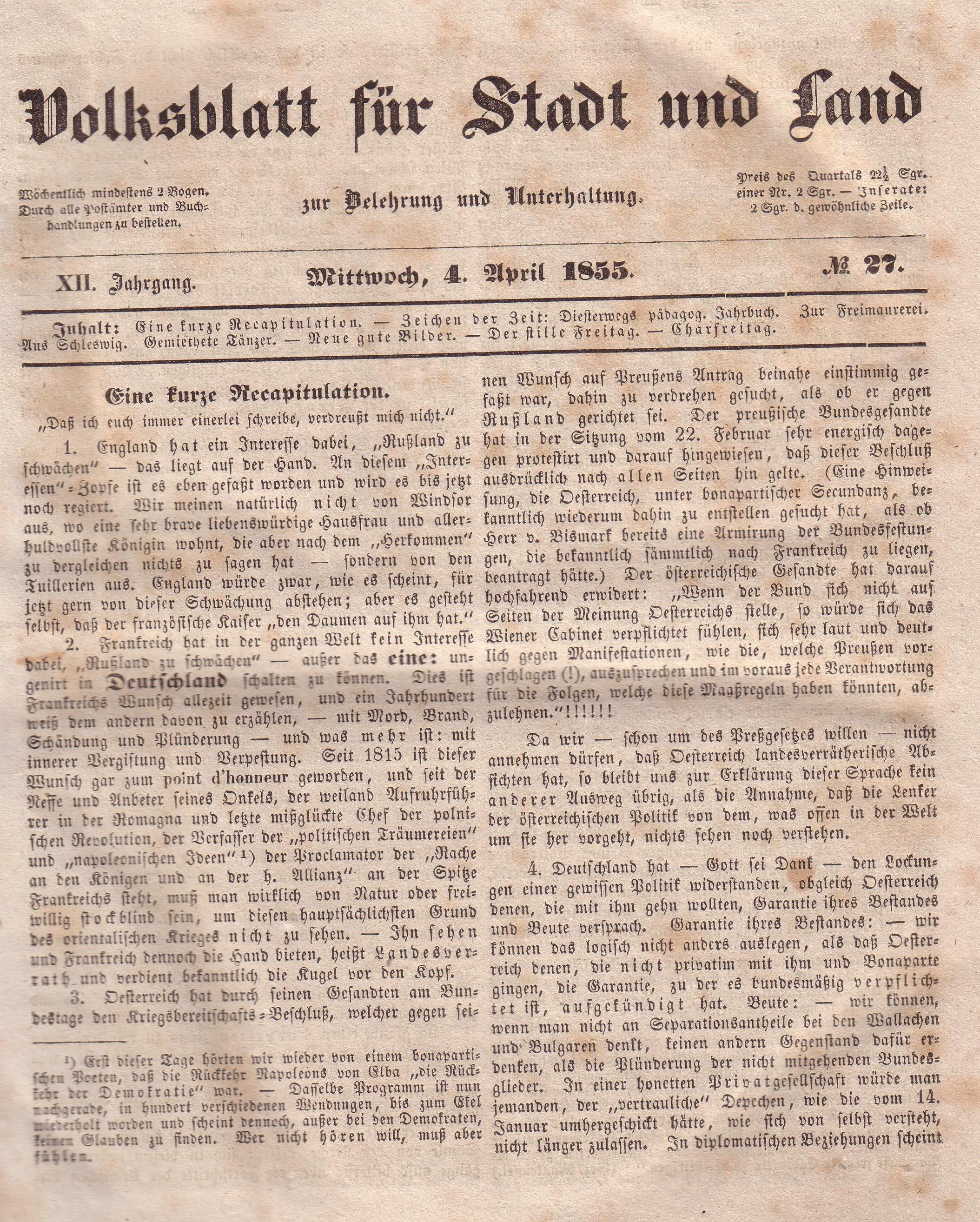
Titelblatt des Volksblattes von 1855

Das Volksblatt für Stadt und Land zur Belehrung und Unterhaltung war Mitte des 19. Jahrhunderts eine populäre, christlich-konservative Wochenzeitung. Redaktionell stand der Titel gegen liberale Strömungen in Staat und Kirche und wandte sich gegen den Theologischen Rationalismus. Das Blatt war volkstümlich aufgemacht und bildete einen der Kristallisationspunkte der christlichen-sozialen konservativen Bewegung der damaligen Zeit und der konfessionell-lutherischen Kreise innerhalb der preußischen Union. Neben den Fliegenden Blättern aus dem rauhen Hause war es das Hauptorgan der „Inneren Mission“.
Die 1844 gegründete Zeitung erschien in mehreren Verlagen unter diversen Herausgebern und Chefredakteuren („Redaktionsleitern“) und unter mehrfacher Titeländerung als Wochen- und später als Monatstitel bis 1922. Die wechselnden Verlagsstandorte befanden sich in Quedlinburg, Halle (Saale), Bad Kösen, Giebichenstein, Neinstedt, Wernigerode, Leipzig und Berlin.

## Geschichte
1844 gründete der evangelische Theologe Friedrich von Tippelskirch auf Anregung des preußischen Ministers Ludwig Gustav von Thile die Zeitung und folgte damit der Politik der Regierung, die Mitte der 1840er Jahre mit der Förderung zur Gründung von konservativen Volks- und Lokalblättern eine Rückkehr zur Propagierung verbindlicher, christlich-konservativer Werte einleiten wollte. Der Titel erschien im Verlag von Richard Mühlmann (Halle/Saale).
Bis 1848 blieb Tippelskirch Herausgeber des Blattes, danach verantwortete Franz von Florencourt die Redaktion. 1849 übernahm der Unternehmersohn Philipp von Nathusius die Chefredaktion, „um den Grundsätzen und Anschauungen … bei der Landbevölkerung Eingang zu verschaffen“. Er fungierte ab 1851 als Herausgeber und ab 1861 als Verleger der Zeitung. Bei den Verhandlungen zur Übernahme der Herausgeberschaft war die Ehefrau von Nathusius, die spätere Schriftstellerin Marie Nathusius, beteiligt. Sie publizierte im Volksblatt viele ihrer frühen Erzählungen. Ein weiterer bekannter Autor war Friedrich Ahlfeld. 1871 übergab Nathusius seinen Posten bei der Zeitung an seinen Sohn, den Theologen Martin von Nathusius. Dieser stellte später (1880) fest:

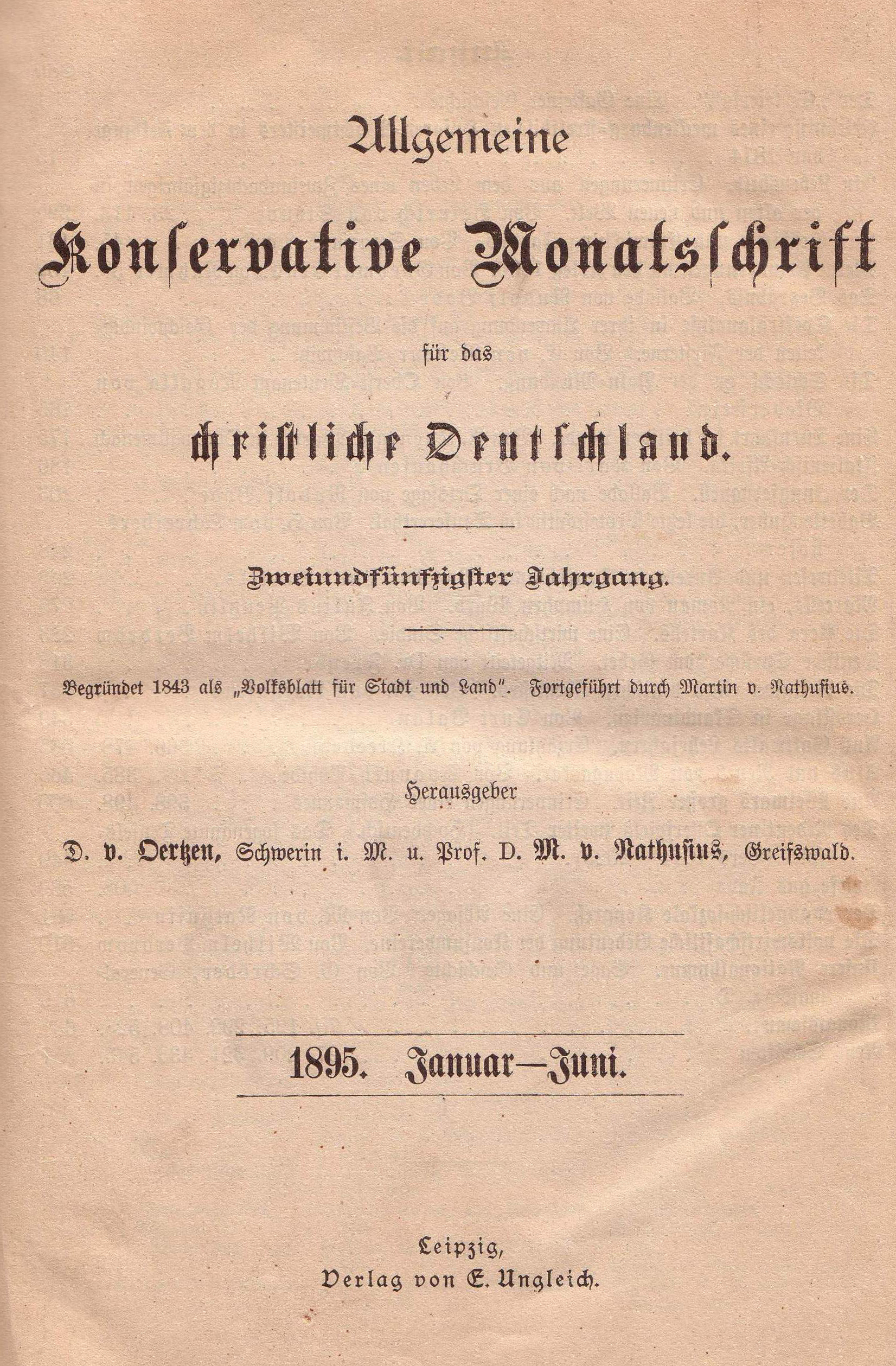
Titelblatt der Monatsschrift von 1895

„Die lange Erfolgsgeschichte des Volksblattes hatte spätestens mit dem Tod des Vaters im Jahr 1872 ihr Ende gefunden. Die Vorreiterrolle, die das Blatt im Lauf der ‚wider den wilden Souveränitätstaumel … und das entfesselte Heidentum‘ der ersten nachrevolutionären Jahre übernommen hatte, war nicht mehr gegeben. Sie hatte darin bestanden, ‚das ganze öffentliche Leben an dem Maßstabe des Christentums zu messen und so den Sauerteig der christlichen Weltanschauung auf unser Volksleben in seinem gesammelten Umfange wirken zu lassen‘.“

### Allgemeine Konservative Monatsschrift für das christliche Deutschland
Der Sohn formte 1879 als Herausgeber die Zeitung zur Allgemeinen Konservativen Monatsschrift für das christliche Deutschland (Schreibweise bis 1884: Allgemeine Conservative Monatsschrift für das christliche Deutschland) um. Statt der wöchentlichen Erscheinungsweise, in der das Volksblatt erschienen war, wurde die Allgemeine Konservative Monatsschrift nur noch im Monatsrhythmus herausgegeben. Die erste Ausgabe wurde an knapp 3000 Abonnenten verschickt – eine damals hohe Anzahl. Der nunmehr in Anmutung einer Zeitschrift erscheinende Titel ging 1879 vom Selbstverlag des Schriftleiters in den Kommissionsverlag der Hinrichschen Buchhandlung (Leipzig) über.

„Mit dem ersten Januar 1879 ist die Zeitschrift in ihrer neuen Gestalt in das Leben getreten und war unverrückt bestrebt, ein Centralorgan zur Vertretung d. christlich-conservativen Weltanschauung in Staat u. Kirche, Schule u. Familie, Kunst, Wissenschaft u. Literatur zu sein.“

Ab 1882 wurde Dietrich von Oertzen neben Nathusius zum Mitherausgeber ernannt. Von 1885 bis 1887 war Oertzen dann alleiniger Herausgeber, ab 1888 gemeinsam mit Theodor Müller-Fürer. Von 1889 bis 1896 waren erneut Nathusius und Oertzen zusammen Herausgeber der Zeitschrift. Oertzen vertrat christlich-soziale Ansichten. Unter ihm spielte auch Eduard von Ungern-Sternberg eine wichtige Rolle, der parallel bei der Kreuzzeitung aktiv war. Weitere bedeutende Autoren waren Ludovika Hesekiel, Arnold Kluckhuhn, Wilhelm Petersen, Adelheid von Rothenburg, Viktor von Strauß und Torney und Ernst Wynecken. Als der von Oertzen unterstützte Adolf Stoecker 1896 im Streit die Deutschkonservative Partei verlassen musste, konnte Oertzen nicht länger als Chefredakteur des Blattes gehalten werden.
1896 wurde Ullrich von Hassell, Vater des gleichnamigen Widerstandskämpfers, zum Schriftleiter ernannt; 1898 avancierte er neben Nathusius zum Mitherausgeber. Von 1885 bis 1888 wurde die Zeitschrift im Verlag von Georg Böhme, bis 1892 von Georg Böhme Nachf. und danach von E. Ungleich herausgegeben. Ab 1902 erschien sie im Verlag von Martin Warneck (Berlin).
Zu Beginn des 20. Jahrhunderts kam es aufgrund von Verlusten bei Abonnenten- und Auflagenzahlen zu einer Krise der Zeitschrift. Auch die Umbenennung im Jahr 1900 (bis 1905) zur Monatsschrift für Stadt und Land änderte daran nichts.

„Mein Entschluss stand fest, neues Blut musste der Monatschrift eingeimpft werden. Ein neuer Verleger, zugleich Herausgeber fand sich schnell im Sommer 1905 in der Person des Herrn Reimar Hobbing, der seinen Verlag in konservativer Richtung ausbauen wollte. Der Verkauf vollzog sich ohne die geringsten Schwierigkeiten und vom Herbst 1905 ab segelte es mit einem anderen Kapitän und anderen Offizieren im alten Fahrwasser lustig weiter. Ich rief ihm ein ‚Glück auf‘ zu und schrieb noch einige Zeit … in gewohnter Weise weiter um den Uebergang zu erleichtern.“

### Konservative Monatsschrift
1905 übernahm der Berliner Verleger Reimar Hobbing den Titel. Es kam zu einer erneuten Titeländerung in Konservative Monatsschrift für Politik, Kunst und Literatur und ein Jahr später in Konservative Monatsschrift für Politik, Literatur und Kunst.
Von 1905 bis 1909 stand Wilhelm von Langsdorff an der Redaktionsspitze, gefolgt von Herbert von Berger und schließlich (1913 bis 1914) von Walter Schmidt. Nach dessen Tod im Ersten Weltkrieg übernahm erneut Langsdorff und ab 1917 Lothar von Westernhagen. Nachfolgende Herausgeber waren Hans Wendland und Friedrich Everling. Zu den freien Mitarbeitern der Monatsschrift gehörten der Breslauer Universitätsrektor Alfred Hillebrandt, die Rechtswissenschaftler Conrad Bornhak und Philipp Zorn, der Historiker Hermann von Petersdorff, der Schriftsteller Victor Blüthgen sowie Deutschkonservative wie Julius von Mirbach-Sorquitten, Kuno von Westarp, Hans von Schwerin-Löwitz und Gustav Roesicke.
Zuletzt erfolgte 1910 noch eine Titelverkürzung in Konservative Monatsschrift. Ab 1921 wurde sie bei Kärner (Berlin) herausgegeben. Der Verlag stellte die Zeitschrift im 79. Jahrgang im September 1922 ein.